# Kjell Storelid
Kjell Storelid (n. 24 octombrie 1970, Comuna Stord, Hordaland, Norvegia) este un patinator de viteză ce a reprezentat Norvegia, medaliat olimpic. A participat la 3 ediții ale Jocurilor Olimpice (1994, 1998, 2002) în care a câștigat două medalii de argint.